# Dave Lewis
Dave Lewis (ur. 3 lipca 1953 w Kindersley w Kanadzie) – kanadyjski hokeista, trener.

## Kariera zawodnicza
Jako zawodnik grał na pozycji obrońcy. Swoją karierę rozpoczynał w lidze WCHL w klubie Saskatoon Blades. Po dwóch sezonach spędzonych w tej lidze przeszedł do ligi NHL. Swoją karierę hokeisty zakończył w 1988 roku.

## Kariera trenerska
W 2002 objął funkcję trenera w zespole Detroit Red Wings. W zespole tym trenerem był przez dwa sezony. Następnie objął funkcję trenera w zespole Boston Bruins.
Od 2010 do 2011 był trenerem reprezentacji Ukrainy. Od grudnia 2014 trener reprezentacji Białorusi. Został uznany najlepszym trenerem sezonu 2014/2015 na Białorusi. Do turnieju MŚ 2018 przystąpił, jednak po początkowych meczach w turnieju został odwołany.

## Statystyki zawodnika
| 1971–1972  | Saskatoon Blades   | WCHL       | 52   | 2  | 9   | 11  | 69  |    |   |    |    |     |
| 1972–1973  | Saskatoon Blades   | WCHL       | 67   | 10 | 35  | 45  | 89  |    |   |    |    |     |
| 1973–1974  | New York Islanders | NHL        | 66   | 2  | 15  | 17  | 58  | -  | - | -  | -  | -   |
| 1974–1975  | New York Islanders | NHL        | 78   | 5  | 14  | 19  | 98  | 17 | 0 | 1  | 1  | 28  |
| 1975–1976  | New York Islanders | NHL        | 73   | 0  | 19  | 19  | 54  | 13 | 0 | 1  | 1  | 44  |
| 1976–1977  | New York Islanders | NHL        | 79   | 4  | 24  | 29  | 44  | 12 | 1 | 6  | 7  | 4   |
| 1977–1978  | New York Islanders | NHL        | 77   | 3  | 11  | 14  | 58  | 7  | 0 | 1  | 1  | 11  |
| 1978–1979  | New York Islanders | NHL        | 79   | 5  | 18  | 23  | 43  | 10 | 0 | 0  | 0  | 4   |
| 1979–1980  | New York Islanders | NHL        | 62   | 5  | 16  | 21  | 54  | -  | - | -  | -  | -   |
| 1979–1980  | Los Angeles Kings  | NHL        | 11   | 1  | 1   | 2   | 12  | 4  | 0 | 1  | 1  | 2   |
| 1980–1981  | Los Angeles Kings  | NHL        | 67   | 1  | 13  | 14  | 98  | 4  | 0 | 2  | 2  | 4   |
| 1981–1982  | Los Angeles Kings  | NHL        | 64   | 1  | 13  | 14  | 75  | 10 | 0 | 4  | 4  | 36  |
| 1982–1983  | Los Angeles Kings  | NHL        | 79   | 2  | 10  | 12  | 53  | -  | - | -  | -  | -   |
| 1983–1984  | New Jersey Devils  | NHL        | 66   | 2  | 5   | 7   | 63  | -  | - | -  | -  | -   |
| 1984–1985  | New Jersey Devils  | NHL        | 74   | 3  | 9   | 12  | 78  | -  | - | -  | -  | -   |
| 1985–1986  | New Jersey Devils  | NHL        | 69   | 0  | 15  | 15  | 81  | -  | - | -  | -  | -   |
| 1986–1987  | Detroit Red Wings  | NHL        | 58   | 2  | 5   | 7   | 66  | 14 | 0 | 4  | 4  | 10  |
| 1987–1988  | Detroit Red Wings  | NHL        | 6    | 0  | 0   | 0   | 18  | -  | - | -  | -  | -   |
| WCHL razem | WCHL razem         | WCHL razem | 119  | 12 | 44  | 56  | 158 |    |   |    |    |     |
| NHL razem  | NHL razem          | NHL razem  | 1008 | 36 | 188 | 224 | 953 | 91 | 1 | 20 | 21 | 143 |

## Statystyki trenerskie
| Team      | Year      | Sezon zasadniczy | Sezon zasadniczy | Sezon zasadniczy | Sezon zasadniczy | Sezon zasadniczy | Sezon zasadniczy | Sezon zasadniczy        | Playoffs | Playoffs | Playoffs | Playoffs                             |
| Team      | Year      | M                | W                | P                | R                | PpD              | PKT              | Miejsce w dywizji       | W        | P        | W %      | Zakończenie                          |
| --------- | --------- | ---------------- | ---------------- | ---------------- | ---------------- | ---------------- | ---------------- | ----------------------- | -------- | -------- | -------- | ------------------------------------ |
| DET       | 2002–2003 | 82               | 48               | 20               | 10               | 4                | 110              | 1 w Centralnej          | 0        | 4        | .000     | Przegrali w ćwierćfinale konferencji |
| DET       | 2003–2004 | 82               | 48               | 21               | 11               | 2                | 109              | 1 w Centralnej          | 6        | 6        | .500     | Przegrali w półfinale konferencji    |
| DET razem | DET razem | 164              | 96               | 41               | 21               | 6                | 219              |                         | 6        | 10       | .375     |                                      |
| BOS       | 2006–2007 | 82               | 35               | 41               | -                | 6                | 76               | 5 w Północno-wschodniej | -        | -        | -        |                                      |
| BOS razem | BOS razem | 82               | 35               | 41               | -                | 6                | 76               |                         | -        | -        | -        |                                      |
| Razem     | Razem     | 246              | 131              | 82               | 21               | 12               | 295              |                         | 6        | 10       | .375     |                                      |